# Шеннон (округ, Міссурі)
Шаблон:StateAbbr_ 37°10′ пн. ш. 91°24′ зх. д. / 37.16° пн. ш. 91.4° зх. д.
Округ  Шеннон (англ. Shannon County) — округ (графство) у штаті Міссурі, США. Ідентифікатор округу 29203.

## Історія
Округ утворений 1841 року.

## Демографія
За даними перепису 
2000 року 
загальне населення округу становило 8324 осіб, усе сільське.
Серед мешканців округу чоловіків було 4062, а жінок — 4262. В окрузі було 3319 домогосподарств, 2358 родин, які мешкали в 3862 будинках.
Середній розмір родини становив 2,97.
Віковий розподіл населення поданий у таблиці:
| Стать    | До 15 років | 15-21 | 22-29 | 30-39 | 40-49 | 50-65 | 65-85 | Понад 85 |
| -------- | ----------- | ----- | ----- | ----- | ----- | ----- | ----- | -------- |
| Чоловіки | 905         | 408   | 318   | 540   | 576   | 765   | 518   | 32       |
| Жінки    | 872         | 388   | 324   | 559   | 634   | 785   | 597   | 103      |

## Суміжні округи
- Дент — північ
- Рейнольдс — схід
- Картер — південний схід
- Орегон — південь
- Гавелл — південний захід
- Техас — захід

## Виноски
1. ↑  U.S. Decennial Census. United States Census Bureau. Архів оригіналу за 19 липня 2018. Процитовано 22 листопада 2014.
2. ↑  Historical Census Browser. University of Virginia Library. Архів оригіналу за 16 серпня 2012. Процитовано 22 листопада 2014.
3. ↑  Population of Counties by Decennial Census: 1900 to 1990. United States Census Bureau. Архів оригіналу за 3 грудня 2014. Процитовано 22 листопада 2014.
4. ↑  Census 2000 PHC-T-4. Ranking Tables for Counties: 1990 and 2000 (PDF). United States Census Bureau. Архів оригіналу (PDF) за 18 грудня 2014. Процитовано 22 листопада 2014.
5. ↑  State & County QuickFacts. United States Census Bureau. Архів оригіналу за 18 липня 2011. Процитовано 14 вересня 2013. [Архівовано 2011-06-24 у Wayback Machine.](англ.) Наведено за англійською вікіпедією.
6. ↑  American FactFinder. Бюро перепису населення США. Архів оригіналу за 26 лютого 2012. Процитовано 31 січня 2008. [Архівовано 2008-05-21 у Wayback Machine.]

| США | Це незавершена стаття з географії США. Ви можете допомогти проєкту, виправивши або дописавши її. |